# Тишбейн, Иоганн Валентин
Иоганн Валентин Тишбейн (нем. Johann Valentin Tischbein; 11 декабря 1715, Хайна, Тюрингия— 24 апреля 1768, Хильдбургхаузен, Тюрингия) — немецкий живописец-портретист. Представитель большой семьи художников Тишбейн.

## Биография
Отец художника, Иоганн Генрих Тишбейн (1682—1764), был пекарем; пятеро из восьми его детей стали художниками. С 1729 по 1736 год Иоганн Валентин осваивал основы рисунка и живописи; сначала в Дармштадте у придворного художника Иоганна Кристиана Фидлера, затем в Касселе у портретиста Иоганна Георга фон Фризе (1701—1775).
О жизни художника в течение следующих трёх лет неизвестно, хотя, по-видимому, он провёл некоторое время во Франкфурте-на-Майне. В 1739 году он работал для семьи Сольмс, в 1741 году был назначен придворным художником. С 1744 по 1747 год Иоганн Валентин служил придворным живописцем герцогов Гогенлоэ в Кирхберге-на-Ягсте (Баден-Вюртемберг), там же женился. Следующим известным местом его пребывания был Маастрихт (Голландия), где художник получил заказ от Гоббе Эсайаса ван Альвы, военного губернатора, на создание серии из девяти (в основном посмертных) портретов своих предшественников (в настоящее время экспонируются в замке Фазанери в Фульде). В Маастрихте у Иоганна Валентина Тишбейна родился сын, Иоганн Фридрих Август Тишбейн (1750—1812). Вскоре после этого Иоганн-отец и его семья переехали в Гаагу, затем в Амстердам.
В 1764 году Тишбейн вернулся в Германию, в том же году стал театральным художником ландграфов Гессен-Дармштадтских. В то время его первая жена умерла, и в 1765 году он женился снова. Позднее он работал придворным художником Эрнста Фридриха III, герцога Саксен-Гильдбургхаузенского, хотя продолжал время от времени выполнять заказы для ландграфства. Иоганн Валентин был учителем своего младшего брата Антона Вильгельма Тишбейна.

## Галерея

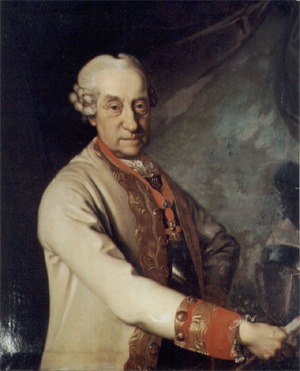
Принц Йозеф Фридрих фон Саксен- Гильдбургхаузенский. До 1768. Холст, масло
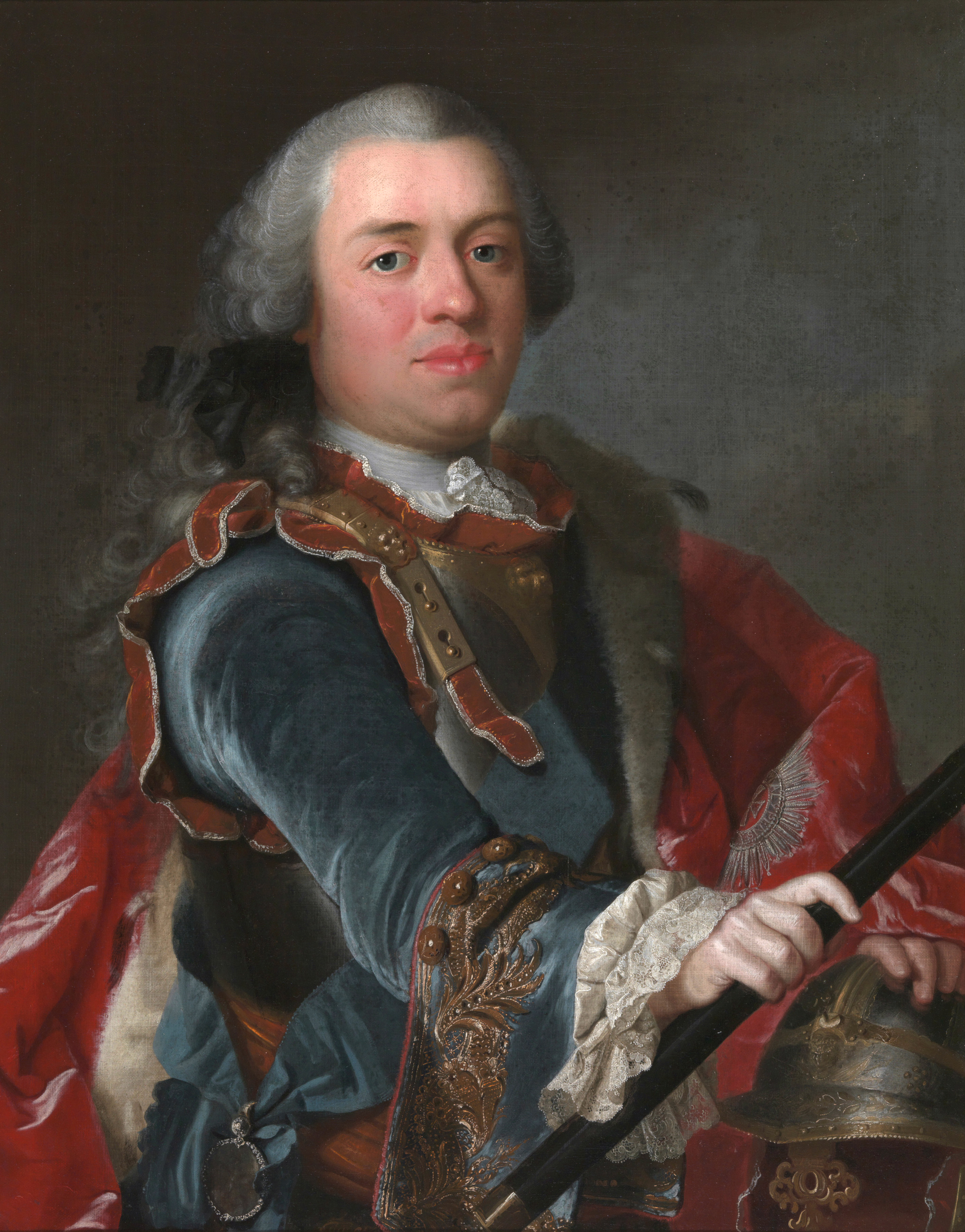
Портрет принца Вильгельма IV Оранского. 1751. Холст, масло. Национальный музей, Хет Лоо
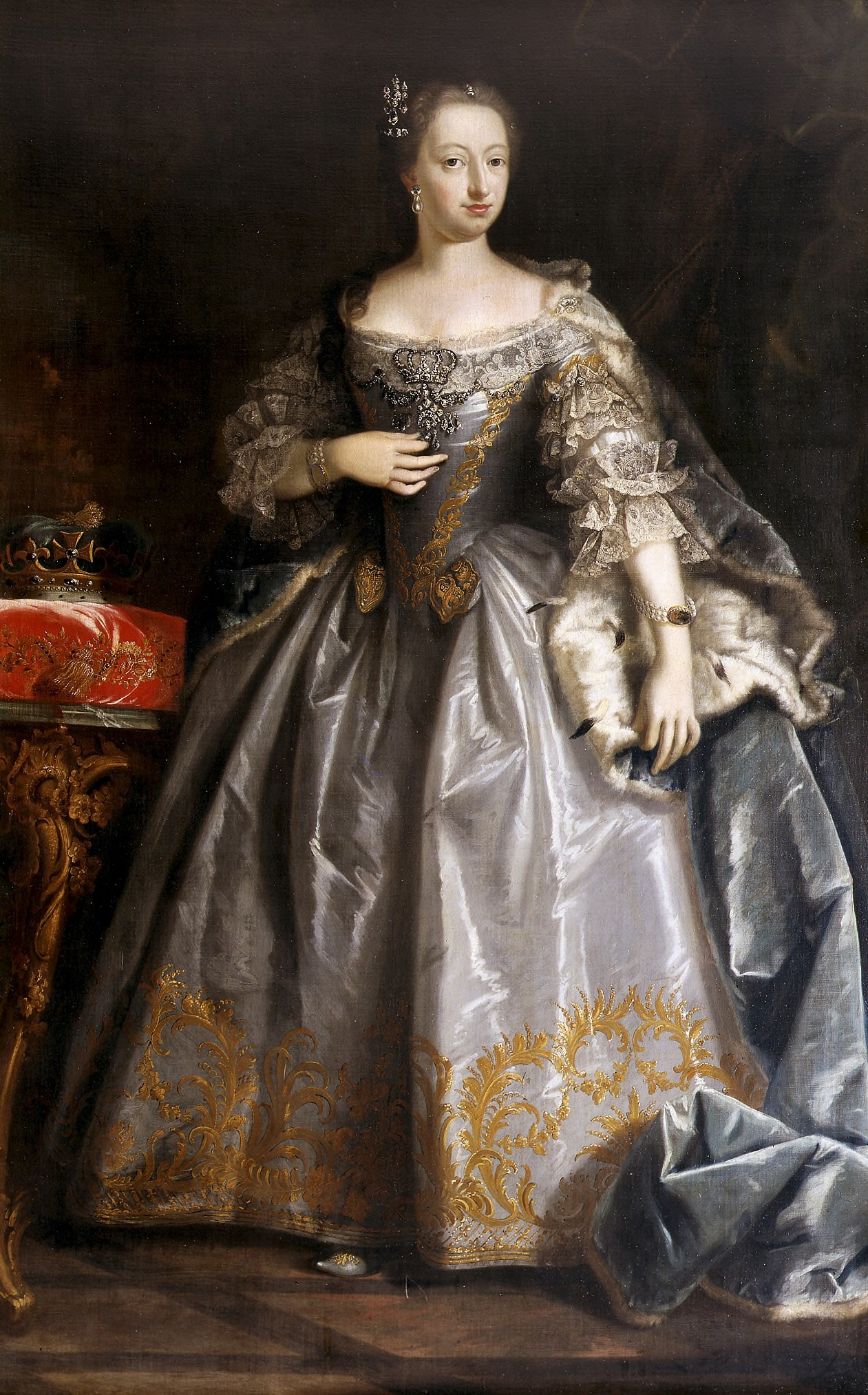
Портрет Анны Ганноверской. Ок. 1750. Холст, масло. Королевская коллекция, Гаага
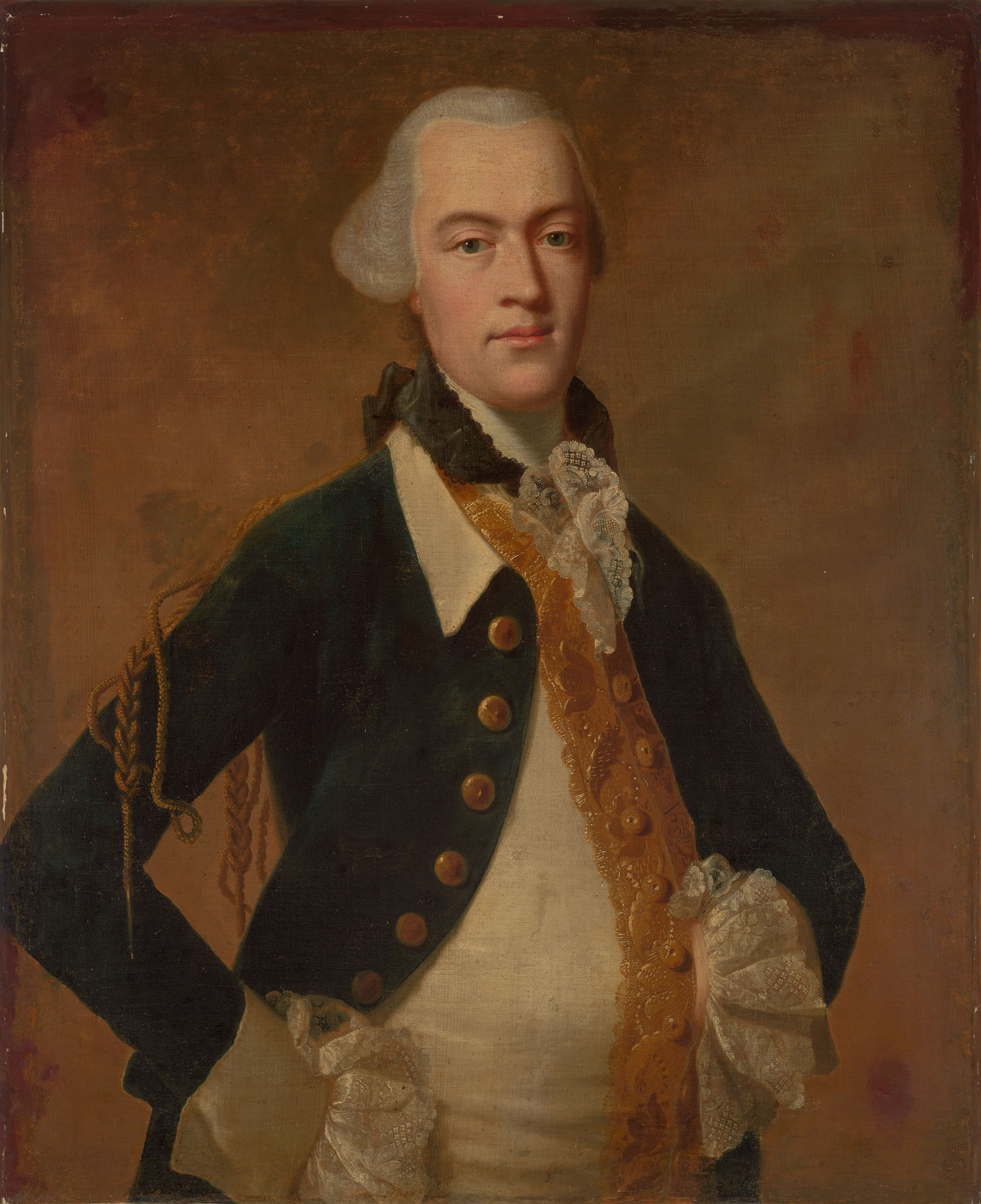
Портрет Вильгельма Карела Хендрика, графа Рандвика. 1759. Холст, масло. Музей замка Зипендаль
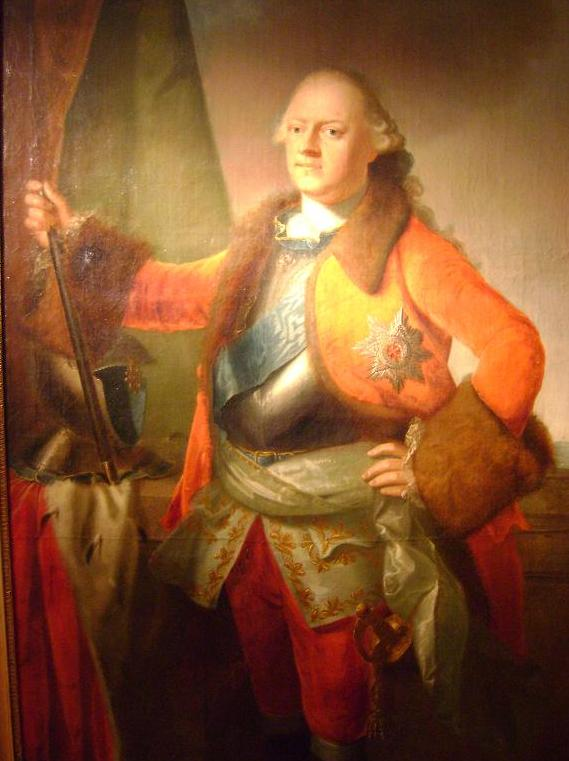
Герцог Эрнст Фридрих III. 1765. Холст, масло
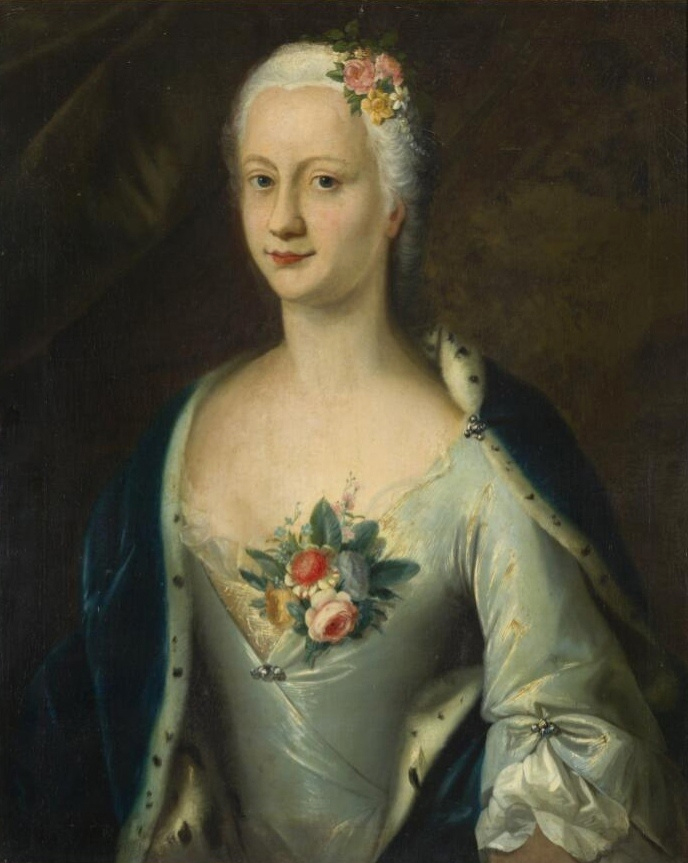
Портрет Ульрики Фредерики Вильгельмины Гессен-Кассельской. Холст, масло. Музей замка Миддахтен
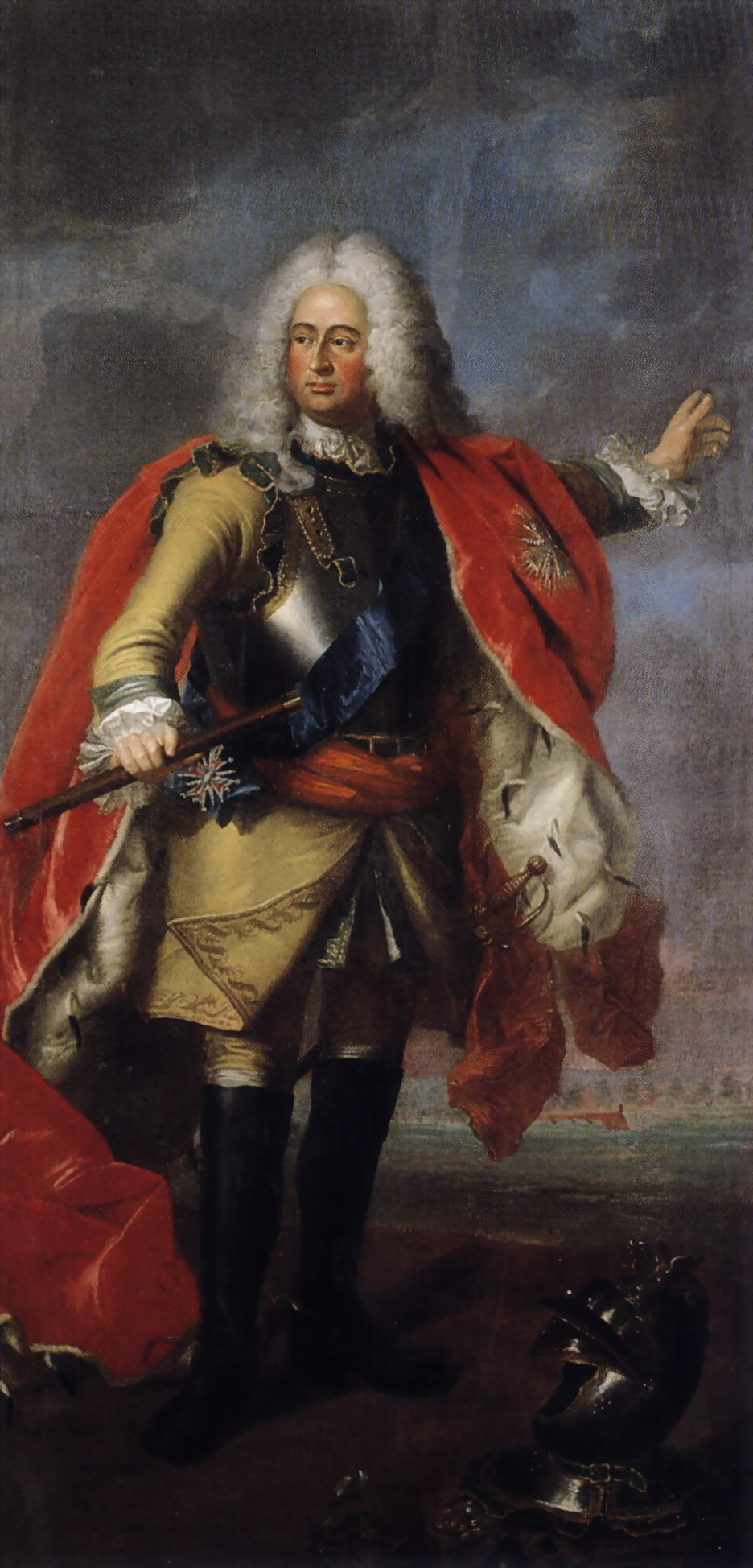
Вильгельм VIII, принц Гессен-Кассельский. 1750. Холст, масло. Замок Фазанери, Фульда